# Mak Yong
Mak Yong o mak yung es una forma tradicional de danza-teatro del norte de Malasia, en particular del estado de Kelantan. La misma fue prohibida en 1991 por el Partido Islámico Pan-malasio debido a sus raíces animistas e hindú-budistas. En el año 2005 la UNESCO declaró al Mak Yong como una Obra Maestra del Patrimonio Oral e Intangible de la Humanidad. El fallecido Cik Ning fue uno de los principales artistas de Mak Yong durante la década de 1980.
El Mak Yong es considerada la danza más auténtica y representativa de Malasia, ya que se ha mantenido al margen de influencias externas. Aunque la mayoría de las danzas tradicionales malayas fueron influenciadas por la India, Java y otras partes del sudeste de Asia, los repertorios musicales y vocales del mak yong son únicos. Las principales composiciones del Mak Yong son derivadas de la mitología Kelantan - Pattani. Algunas provenientes de fuera de la región de Malasia y Tailandia han desaparecido en sus sitios de origen, por ejemplo el Anak Raja Gondang, una historia original de los cuentos Jataka pero actualmente casi desconocida en la India.
El espectáculo comienza dando respeto a los espíritus (Semah kumpung) con una ofrenda. Esto es seguido por el baile, actuación y diálogos improvisados. Las historias se presentan en una serie de actuaciones de tres horas de duración a lo largo de varias noches. La bailarina protagonista se denomina yong pak y se viste como un rey. El elenco incluye generalmente una reina como co-protagonista, niñas palacio y bufones. Tradicionalmente, todos los artistas eran mujeres, excepto los payasos que siempre son hombres. Un grupo llamado Jong Dongdang canta y baila entre los actos y al cierre de la historia. La orquesta del Mak Yong es pequeña, los principales instrumentos incluyen el laúd de tres cuerdas, tambor (Gendang) y un par de gong. También puede incluir la flauta (serunai), tambores keduk tambores y pequeños címbalos (Kesi).
Hoy hay menos de diez artistas intérpretes veteranos de mak yong. Aunque ha habido varios intentos por revivir el arte, los artistas experimentados han señalado una clara diferencia entre el yong mak comercializado por bailarines urbanos en comparación con los movimientos de los artistas, intérpretes o ejecutantes rurales. No son muchos los jóvenes que están dispuestos a someterse al riguroso aprendizaje, por lo que el arte se encuentra en decadencia.

## Historia
Los orígenes del Mak Yong se pueden rastrear al pueblo de Pattani actualmente una provincia de Tailandia. Debido a que ha sido transmitido en forma oral entre los aldeanos, es difícil conocer su edad exacta, sin embargo, dado que no ha contado con influencias externas se estima su antigüedad por lo menos es de 800 años. Según una leyenda la danza debe su origen a un espíritu del arroz llamado Mak Hiang, pero otros relatos afirman que fue creada por un ser llamado Semar. Los historiadores no están seguros si el Mak Yong se desarrolló bien como una tradición popular o como una forma de teatro de palacio. Independientemente de su origen, la misma ha sido reconocida por todos los estratos de la sociedad para brindar respeto a los espíritus, dar gracias por la cosecha o para curar el biorritmo de las personas.
De acuerdo con el Hikayat Patani el mak young fue llevado a Kelantan hace 200 años. Desde allí se extendió a Kedah. Era ejecutado sobre todo para la realeza, pero para 1920 se observa con mayor frecuencia su ejecución entre la gente común. Mientras que el teatro del palacio era un reflejo de la elegancia de la realeza, artistas intérpretes o ejecutantes campesinos promulgó la vida de los trabajadores en el arroz de los campos. Sin embargo los movimientos delicados del mak yong, gestos amables y voz refinada que soportar. En 1923, el hijo menor del rey Abdul Ghaffar largo Mak Yong quería mantener su aspecto cortesano. Él construyó un recinto cultural llamado Kampung Temenggung en terrenos del palacio para dar su apoyo a las artes. Durante este tiempo se convirtió en convencional que una mujer de plomo. Su muerte en 1935 fue seguida por la Segunda Guerra Mundial. yong Mak fue una vez más una tradición popular, pero ahora recuperado gran parte de la sofisticación que tenía como un tribunal de teatro, especialmente en el vestuario, maquillaje y música.
El yong mak tradicionales ha seguido en la década de 1960 y 70, pero fue impedido más tarde por el renacimiento islámico , cuando PAS tomó el control de Kelantan en 1991, prohibieron Mak Yong en el estado de sus "elementos islámicos de la ONU" y el vestido que deja al descubierto la cabeza y los brazos. Aunque muchos artistas intérpretes o ejecutantes de edad desafiaron la prohibición, yong mak ya no aparecerá en público. Algunos pensaban que la tradición se extinguiría hasta que la UNESCO la declaró como obra maestra del Patrimonio de la Humanidad. Desde entonces ha habido un poco de esfuerzo para preservar yong mak fuera de Kelantan , pero el interés entre la generación más joven está faltando.
Hoy en día Mak Yong rara vez se realiza en las ferias culturales, porque se da prioridad a los modernos malayo baila como joget. A veces se sigue por etapas en las bodas, para celebrar la independencia de un estado o para orar por la larga vida al rey. Pero estas actuaciones acortado modernos son despojados de los rituales animistas de edad y su música se simplifica porque las canciones se reproducen con tan poca frecuencia. Hay solo unos pocos izquierda compañías que realizan mak yong tradicionales en los pueblos de Kelantan y Terengganu.

## Actuaciones rituales
Como ocurre con muchos otras antiguas formas de teatro, se utilizaba para propósitos curativos, el Mak Yong para curación se llama mak puteri e implica el baile, trance y posesión de los espíritus. Está estrechamente vinculado a otro método de curación tradicional llamado pateri. Estos rituales de curación todavía se practican en algunas ciudades más tradicionales, pero en su mayoría son mal vistas en la actualidad, las actuaciones rituales son más elaboradas que las que organizadas para el entretenimiento, la combinación de chamanismo, fiesta con los espíritus y la danza-teatro. Esto refleja la mística y profundo significado de las historias del mak young, objetivo inicial de servir como un conducto para el mundo de los espíritus. Las actuaciones rituales son promulgadas para la curación espiritual, para rendir homenaje a un maestro y de la exclusión de un artista intérprete o ejecutante.

## Tipos de Mak Yong
Hay siete tipos de Mak yong cada tipo tiene diferentes variaciones. Los tipos de Makyong  son: -
- Makyong Unido - propio de Pattani, Yala y Narathiwat, tres áreas en el sur de Tailandia, que fue una vez el territorio del sultanato malayo de Pattani.
- Makyong Kelantan - propio de Kelantan.
- Makyong Kedah - propio de Kedah, Malasia.
- Makyong Mar - propio de Perlis (Malasia) y regionales Satun (Tailandia).
- Makyong Riau - propio del área de Riau, Indonesia.
- Campo Makyong - propio de Medan, Sumatra del Norte, Indonesia.
- Makyong Kalimantan - propio de Kalimantan, Indonesia.